# Casa Montero
La casa Montero est un immeuble de logements achevé en 1902 et situé au 34, rue Alameda de Recalde à Bilbao, dans la communauté autonome basque, en Espagne. Ses deux façades, donnant sur les rues Colón de Larreátegui et Alameda de Recalde, forment un chanfrein au croisement.

## Composition et décoration
L'édifice comporte un sous-sol, un rez-de-chaussée et cinq niveaux supérieurs, l'ultime étant mansardé. Il fut construit par Jean-Baptiste Darroquy (es).
Il s'agit d'une construction appartenant à l'esthétique Art nouveau, et dont l'ornementation est donc d'une certaine importance.
Les matériaux de construction utilisés sont la pierre de taille, la brique, avec des poutres et des colonnes en fer et bois. Les façades et le chanfrein  s'organisant selon deux axes de balcons et de points de vue, différemment répartis dans les deux voies.
L'accès à l'immeuble se fait depuis la rue Alameda de Recalde, par un portail décoré par une grande clé, sur la voûte, et flanqué d'importantes décorations (sur les côtés). La verticalité du bâtiment est contrecarrée par l'importance d'une ligne courbe, présente dans l'ensemble de la décoration mais aussi et surtout dans la sinuosité des balustrades des deuxième et troisième étages.
D'autres éléments de décoration, comme des corbeaux, des modillons, des contours de fenêtre, et un bossage (au rez-de-chaussée), sont notables.

## Galerie

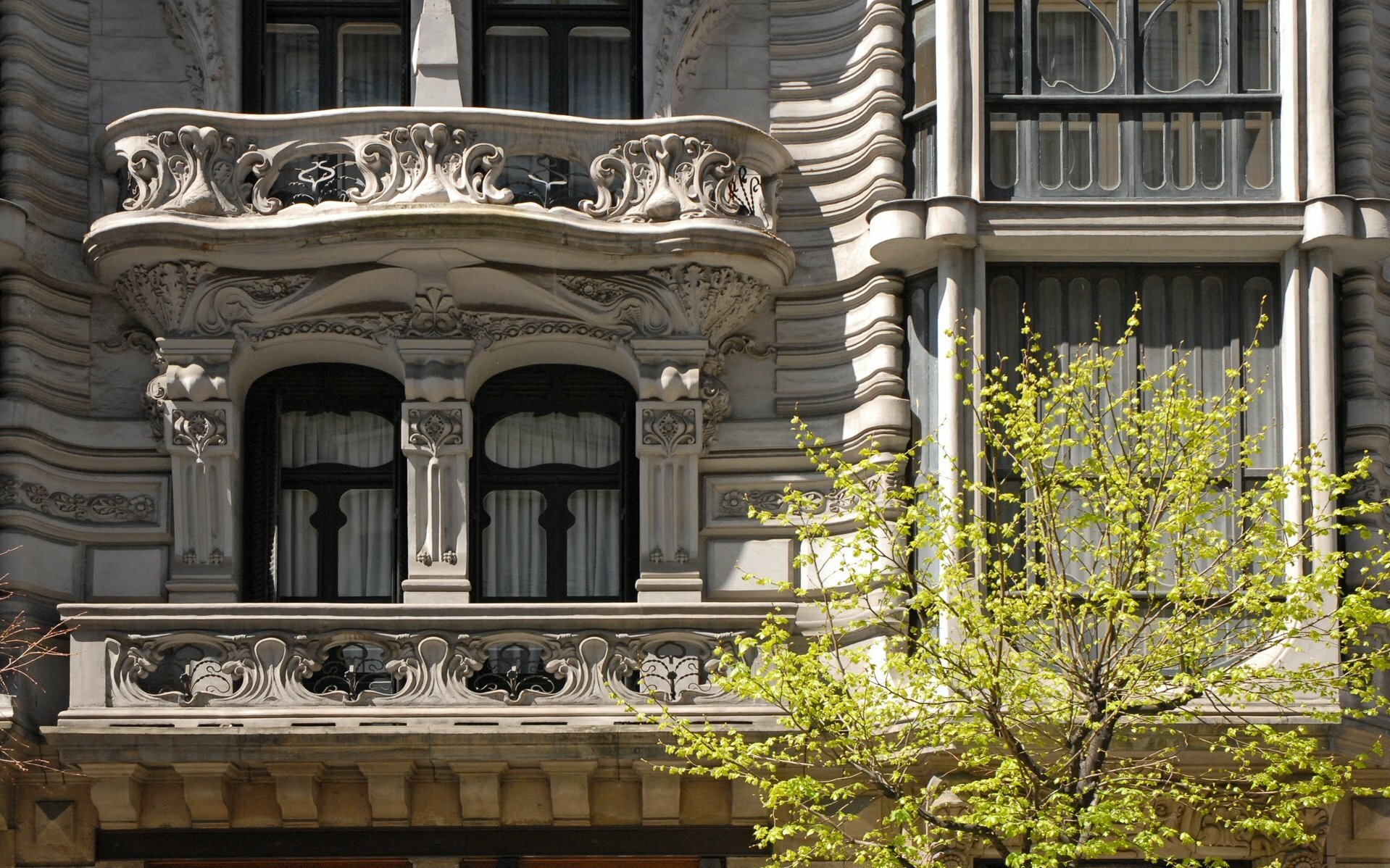
Balcon.
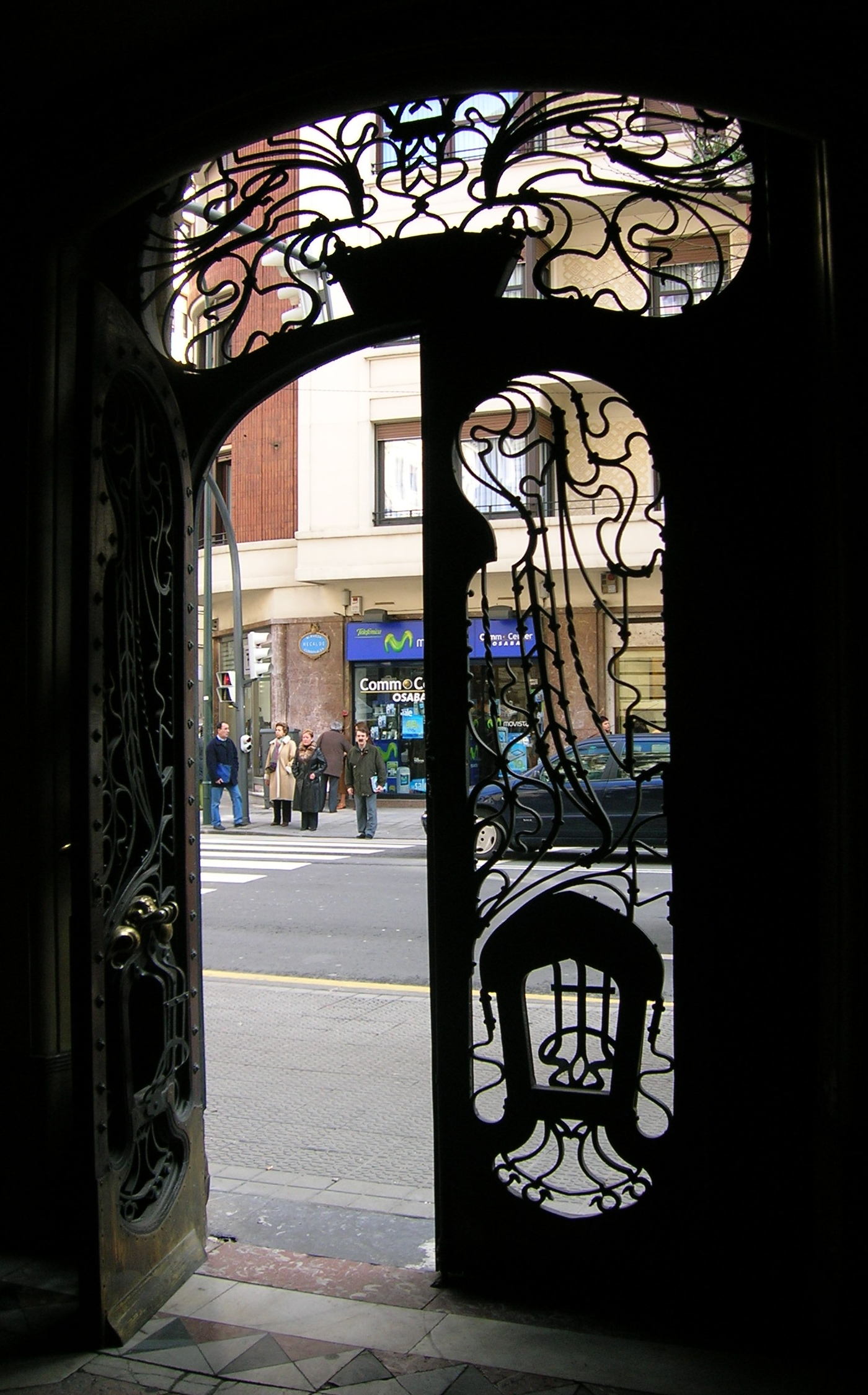
Porte du bâtiment.1
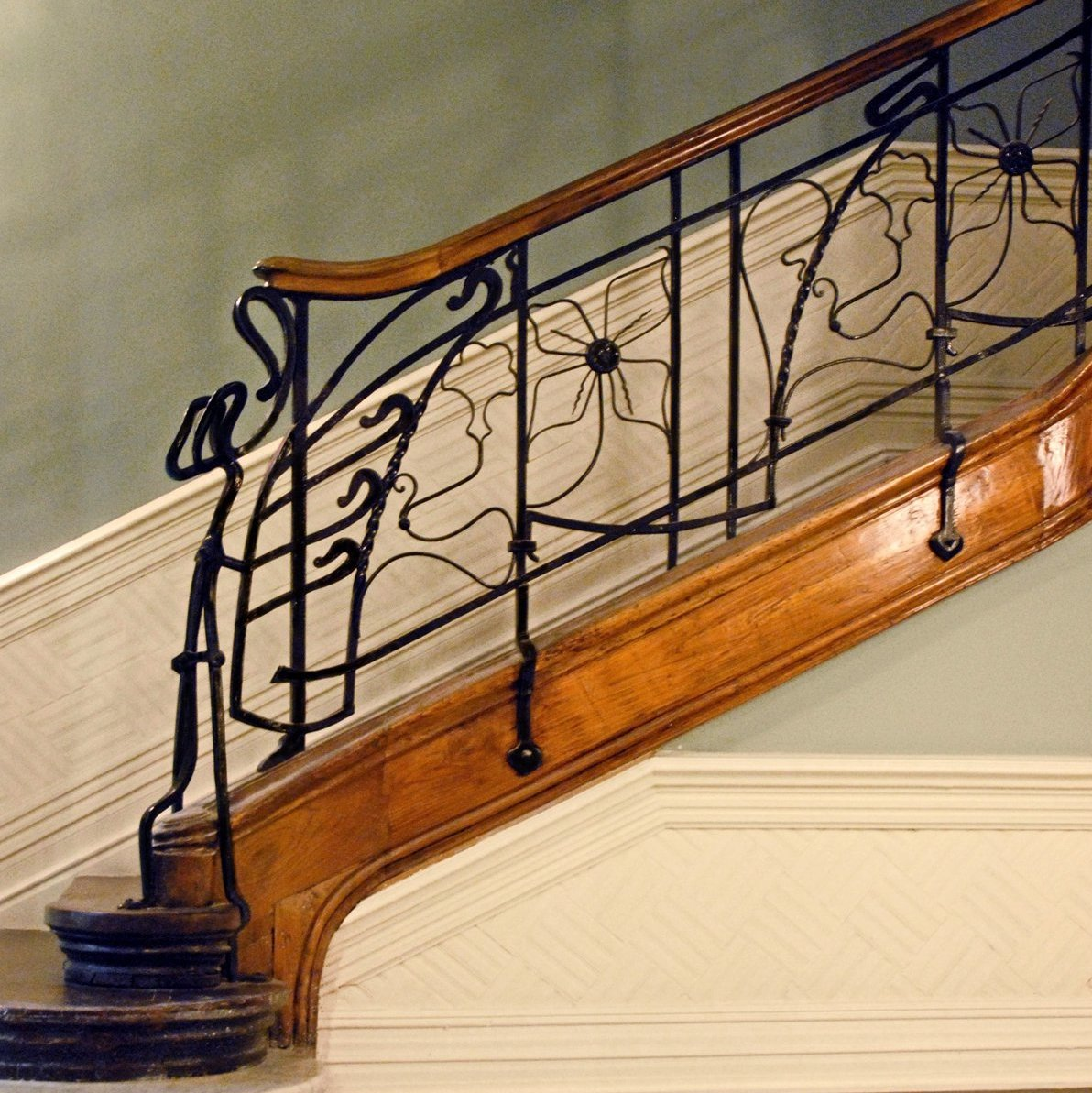
Rampe d'escalier.